# Tamara Salazar
Tamara Yajaira Salazar Arce (9 agosto 1997) è una sollevatrice ecuadoriana.

## Palmarès
- Giochi olimpici

Tokyo 2020: argento negli 87 kg
- Mondiali

Aşgabat 2018: bronzo negli 81 kg
Pattaya 2019: bronzo negli 87 kg
Bogotà 2022: bronzo negli 81 kg.
- Giochi panamericani

Lima 2019: bronzo negli 87 kg.
- Campionati panamericani

Città del Guatemala 2019: bronzo negli 87 kg
Bogotà 2022: oro negli 87 kg
Bariloche 2023: bronzo negli 81 kg.
- Giochi sudamericani

Cochabamba 2018: argento nei 75 kg.